# Joseph Soueif
Joseph Soueif (* 14. července 1962, Chekka) je libanonský katolický (maronitský) biskup, archieparcha tripoliský. Po kněžském svěcení v roce 1987 získal doktorát na Papežském východním institutu v Římě (1992), roku 2008 byl jmenován archieparchou kyperským, 11. října 2018 jej papež František jmenoval apoštolským vizitátorem pro maronitské věřící žijící v Řecku. Dne 1. listopadu 2020 jej patriarcha Béchara Butrus Raï jmenoval se souhlasem synodu maronitské církve i Apoštolského stolce (tj.římského papeže)arcibiskupem v libanonském Tripolisu. 